# Spiral (tv-serie)
 For alternative betydninger, se Spiral. (Se også artikler, som begynder med Spiral)
Spiral eller Gerningssted Paris (fransk: Engrenages) er en fransk produceret TV-serie, indtil videre i syv dele, sendt siden 2005 i Frankrig. Serien er en af de få franske krimier, som er slået igennem internationalt.
1. del havde premiere i 2005 på Canal+, mens 2. og 3. del havde premiere i 2008 og 2010. Den 7. sæson blev vist på Canal+ i Frankrig i 2019, og en 8. sæson er på vej. 
1. del blev vist på DR2 i 2010 under titlen Spiral. Senest er 6. del (fra 2017) blev vist på DR2 og DR.dk i 2019 under titlen Gerningssted Paris.
I 1. del af serien efterforsker den unge, kvindelige efterforskningsleder Laure Berthaud en sag, hvor en ung kvinde er fundet død i en affaldscontainer. Hendes morder har smadret ligets ansigt til ukendelighed, så det er en vanskelig opgave at identificere liget.
Det lykkes dog, og Laure står over for en indviklet sag, hvor lyssky forretningsfolk, narkohandlere og alfonser omgås ledende politikere og embedsmænd. Undersøgelsesdommeren Roban presser de mistænkte med utraditionelle afhøringsmetoder og anklageren Pierre Clément kommer i et dilemma, da en af hans bedste venner er blandt de mistænkte i sagen.
Samtidig involveres de tre hovedpersoner i en række sager, som ikke har relation til hovedsporet, men skaber dramatiske effekter i hvert af de otte afsnit. Disse sidespor omfatter bl.a. drab på et barn og incest. En yderligere komplikation opstår, da Laure indleder et seksuelt forhold til Pierre, mens denne er i skilsmisseforhandlinger. Intrigen kulminerer, da det afsløres, at politiassistenten Gilou er narkoman og meddeler politiets efterforskning til en af de hovedmistænkte.
Den ambitiøse advokat Joséphine Karlsson, som arbejder for en advokat, der har mistet sin bestalling, har en særlig evne til at tilbagevise anklagemyndighedens bevisførelse i flere sager. Et af temaerne i serien er, om hun vil være i stand til at frikende skyldige personer, et andet er, om hun for at fremme sin karriere er villig til at lade uskyldige dømme.

## Dansk anmeldelse
Serien har generelt fået en fin kritik, og i en anmeldelse af 1. del fremhævede Politiken, at det er forfriskende at DR2 viser et alternativ til de mange engelske og svenske spændingsserier.

## Medvirkende
- Caroline Proust: Politiinspektør Laure Berthaud.
- Grégory Fitoussi: Anklager Pierre Clément.
- Philippe Duclos: Dommer François Roban.
- Thierry Godard: Politiassistent Gilles "Gilou" Escoffier.
- Fred Bianconi: Politiassistent Frédéric "Tintin" Fromentin.
- Audrey Fleurot: Advokat Joséphine Karlsson.